# Disputa del Sacramento

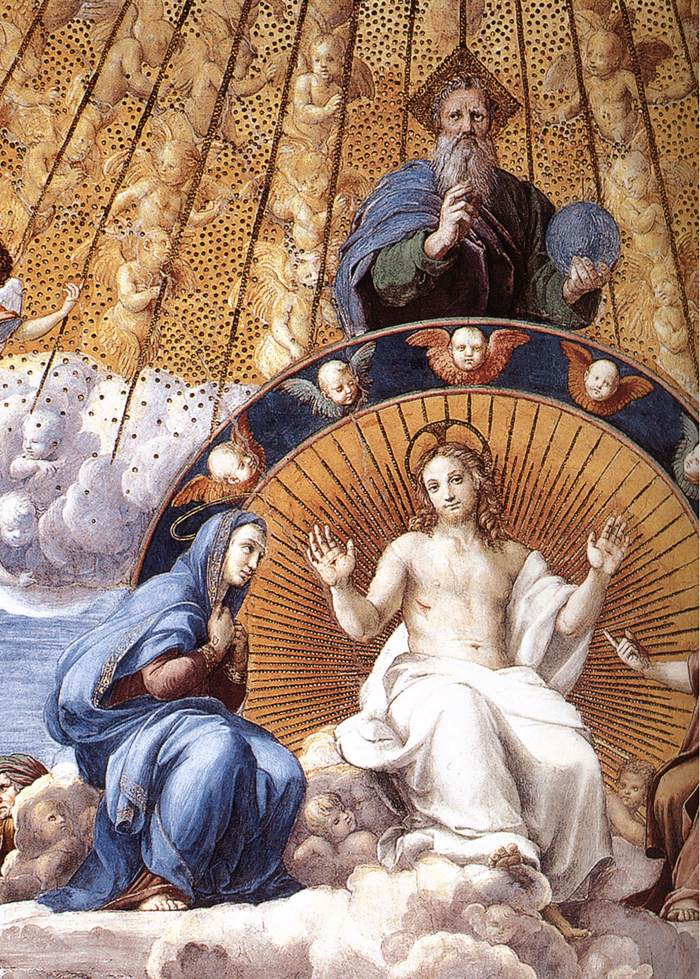
Detail

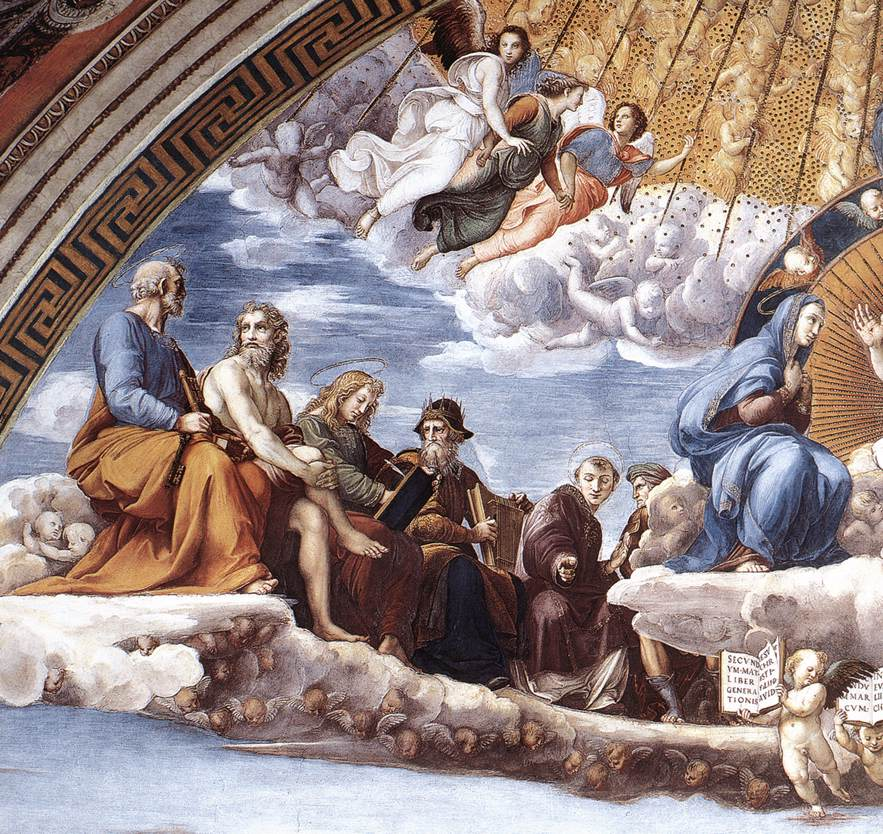
Detail: Petrus, Adam, Johannes der Evangelist, David, Laurentius und Salomo

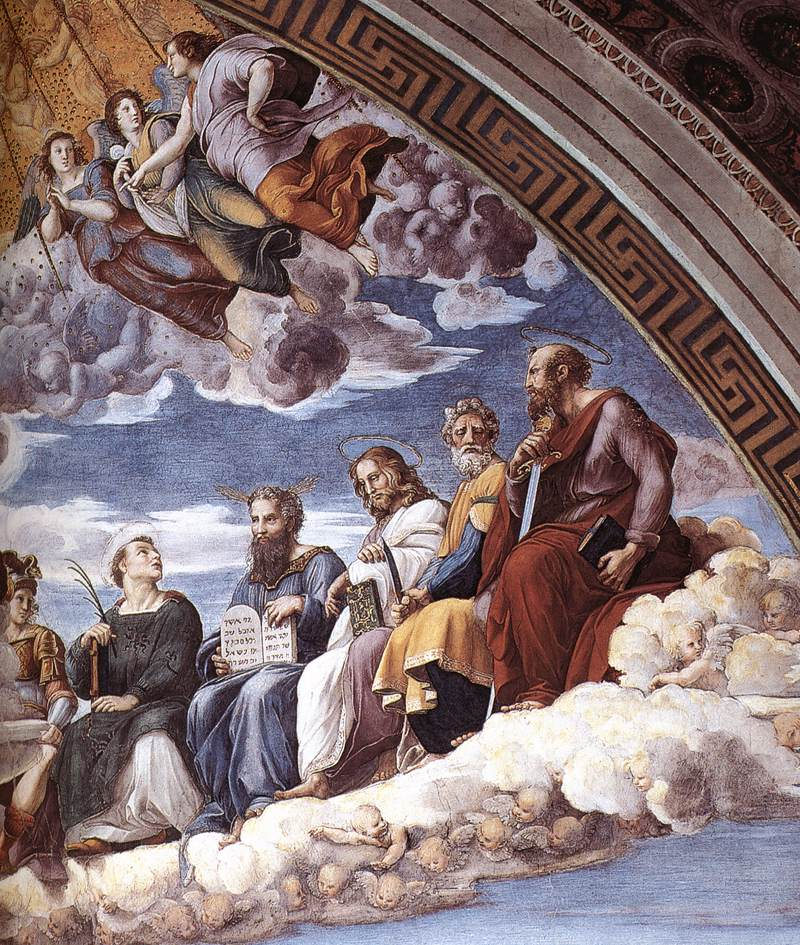
Detail: Josua, Stephanus, Mose, Jakobus der Ältere, Abraham und Paulus

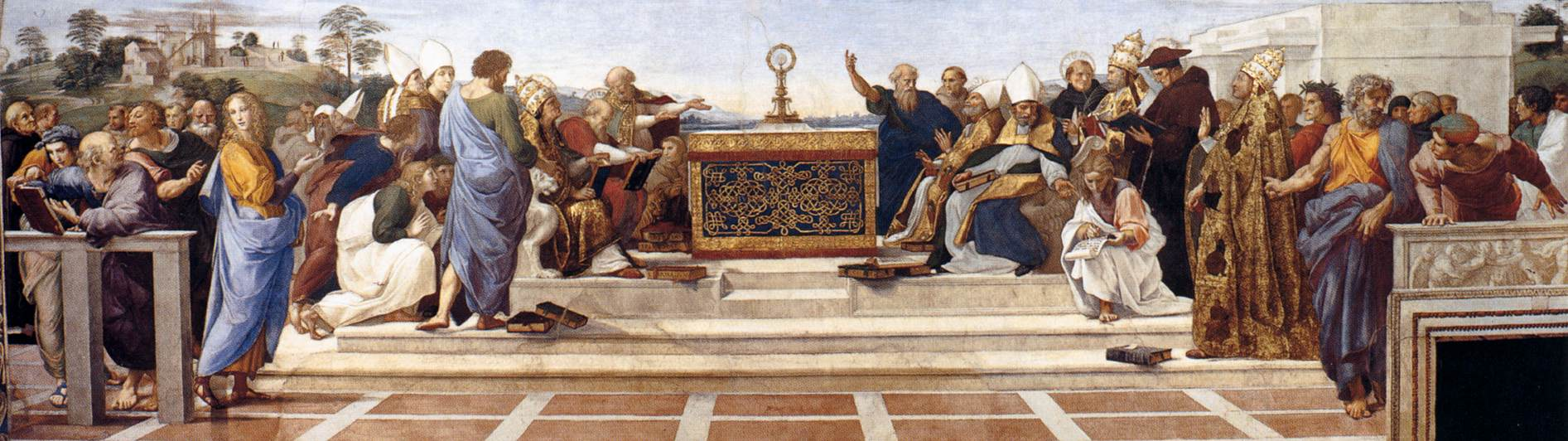
Detail

Disputa del Sacramento („Disput über das Sakrament“) ist der hergebrachte Titel eines der berühmtesten Gemälde von Raffael. Das großflächige Wandfresko in der Stanza della Segnatura, heute innerhalb der Vatikanischen Museen, entstand 1509/10 und ist Teil eines alle vier Wände und die Decke des Raums einbeziehenden christlich-humanistischen Bildprogramms. In diesem vertritt es die Theologie als divinarum rerum cognitio („Kenntnis der göttlichen Dinge“).

## Titel
Der Titel Disputa del Sacramento ist sekundär. Das „Disputieren“ der Theologen über die „Hostie auf dem Altar“ erwähnt zuerst Giorgio Vasari 1550 in einer knappen Beschreibung des Bildes an letzter Stelle nach anderen Bildinhalten. Der bis heute gebräuchliche Titel setzte sich erst ab dem zweiten Drittel des 17. Jahrhunderts allmählich durch und wird in der Fachliteratur durchgehend bemängelt.

## Geschichte
Um die Jahreswende 1508/09 erhielt Raffael von Julius II. (Papst 1503–1513) den Auftrag zur Mitarbeit und bald schon die Leitung der Ausmalung der neuen Wohn- und Amtsräume im Apostolischen Palast, die heute Stanzen des Raffael heißen, an denen zuvor aber neben anderen schon Giovanni Antonio Bazzi gearbeitet hatte. Den Raum, in dem sich die Disputa befindet, bezeichnete Vasari 1550 in seiner Sammlung von Künstlerbiographien als Stanza della Segnatura, und so wird er bis heute genannt, doch ist nicht sicher, ob diese Zweckbestimmung als Sitzungsraum der päpstlichen Rechtskommission schon zur Zeit der Ausmalung bestand oder ob er vielmehr ursprünglich die päpstliche Bibliothek aufnehmen sollte, worauf manches in der Ikonografie hinzudeuten scheint.
Die Geisteswelt der Stanza della Segnatura entspricht derjenigen anderer zeitgenössischer Schriften und Bilder, doch dürfte Raffael für die bis ins Detail durchdachte Gestaltung seiner Fresken Berater gehabt haben. Neuerdings wird Aegidius de Viterbo als direkte oder indirekte Inspirationsquelle angenommen.

## Beschreibung
Das Fresko umfasst entsprechend der Architekturform des Raums einen weiten Halbkreis über einem niedrigen Rechteck. Das Bild ist in drei waagerechte Ebenen gegliedert, die durch ihre Krümmung eine apsidiale Wölbung der Bildfläche vortäuschen. Sie sind voneinander getrennt durch zwei Zonen von Himmelsblau und miteinander verbunden durch eine vertikale Mittelachse. Den Bereich zwischen der obersten Bildebene und dem scheinbaren Apsisscheitel füllt ein in Strahlen nach unten sich ausbreitendes Gold.
Auf der Wolkenformation, die die oberste Bildebene markiert, schweben beidseitig von der Mittelachse je drei Engel in gebärdenreichen Posen.
Die zweite Wolkenformation, wie die erste mit Puttensilhouetten durchsetzt, bildet eine Bank, auf der, gekennzeichnet durch ihre Attribute, Hauptzeugen des alten und neuen Bundes und der Alten Kirche sitzen, auch sie lebhaft sprechend und gestikulierend. Es sind links der Mittelachse Petrus, Adam, Johannes der Evangelist, David, Laurentius und Salomo oder Judas Makkabäus (?), rechts der Achse Josua (?), Stephanus, Mose, Jakobus der Ältere, Abraham und Paulus.
Auf der untersten Ebene, dem gepflasterten Erd- oder Kirchenboden, sind mehr als 40 Personen zu sehen, die teilweise identifizierbar, teilweise als Typen dargestellt sind. Über ihnen ist links eine Kirchenbaustelle, rechts eine mächtige Pfeilerbasis zu erkennen, wohl Anspielungen auf den zeitgleich entstehenden Petersdom, aber auch auf das mystische Wesen der Kirche. Nächst der Mittelachse sitzen rechts und links auf Marmorthronen die vier lateinischen Kirchenväter Gregor der Große (mit den Gesichtszügen Julius’ II.), Hieronymus, Ambrosius und Augustinus. Von den übrigen Personen sind u. a. Sixtus IV., Dante, Thomas von Aquin und ganz links Fra Angelico erkennbar. Auffällig sind die beiden bärtigen Männer unmittelbar links und rechts vom Altar; der linke, mit Pluviale bekleidet, weist mit beiden ausgestreckten Armen zur Monstranz, der rechte, schwarz gekleidet, mit Arm und Zeigefinger zum Himmel, in Korrespondenz zu den Gesten Platos und Aristoteles’ in der Schule von Athen gegenüber. Wen diese Figuren darstellen sollen, ist unsicher. Bei aller Erregtheit und Bewegtheit der Gestalten richtet sich aller Aufmerksamkeit auf die Mittelachse – mit Ausnahme einer Personengruppe im linken Vordergrund, die abgewandt in einem Buch liest und darüber diskutiert. Ein blond gelockter junger Mann in blau-goldener Kleidung fordert sie mit Blick und Geste auf, sich der Mitte zuzuwenden.
Diese die Raum- und Zeitebenen verbindende Mittelachse wird gebildet von Gott dem Vater im obersten goldenen Feld, mit weißem Haar und Bart, quadratischem Nimbus und Weltkugel; darunter in einer kreisrunden Glorie Jesus Christus als zweite Person der Dreifaltigkeit und zugleich als der Menschgewordene mit den Wundmalen vom Kreuz an Brust und Händen, flankiert von der anbetenden Gottesmutter und dem hindeutenden Täufer Johannes; darunter in einer Sonnenscheibe, die geometrische Mitte des Gesamtbildes markierend, die Taube des Heiligen Geistes, die sich zur Erde hinabsenkt, umgeben von Engelsknaben mit vier geöffneten Büchern; darunter schließlich, getrennt durch einen Streifen Himmelsblau, die auf einem kunstvoll verzierten Altar in der Monstranz zur Verehrung ausgesetzte gewandelte Hostie, der eucharistische Leib Christi, die irdisch-sichtbare Anwesenheitsform der darüber dargestellten himmlischen Wirklichkeit.